# Грушевское (Ставропольский край)
Грушевско́е (иногда Грушевка, Грушовская) — село в Александровском муниципальном округе Ставропольского края России.

## География
Находится в северной части Александровского района Ставропольского края на реке Грушевке. Граничит на севере с Петровским районом, на востоке — с Новоселицким районом, на юге и западе — с муниципальным образованием Калиновский сельсовет Александровского района. Площадь сельского поселения составляет 156 км².
Расстояние до краевого центра: 84 км. Расстояние до районного центра: 27 км.

## История
Селение основано в 1800 году из отсёлка села Калиновского (по другим данным — в 1811 году).
Выходило в Пятигорский, затем Александровский уезд.
В 1835 году приписана к Кавказскому полку Кавказского линейного казачьего войска и получило статус станицы. С 1845 года (по другим данным с 1836 года) — станица 1-го Хоперского полка Кавказского линейного казачьего войска.
В конце 50-х годов XIX века началось систематическое покорение Западного Кавказа. Было решено выселить в предгорья Северного Кавказа пять станиц. Выбор пал на станицы 1-го Хопёрского полка (к тому времени № 16): Александровскую, Северную, Круглолесскую, Грушёвскую и Сергиевскую. Это распоряжение без должного разъяснения вызвало волнение казаков, так как предполагалось поголовное их выселение. Большинство казаков наотрез отказалось выполнить распоряжение. Дело затягивалось, потребовалась посылка воинских частей для усмирения казаков. В результате многие из них были арестованы. Не известно, чем бы закончилось это неповиновение. По всей вероятности, правительство поняло свою ошибку и в 1862 году вышло высочайшее утверждение: «Положение о заселении предгорий Западного Кавказа», отменяющее это решение.
С 30 декабря 1869 года станица переведена из военного ведомства в гражданское, и получила статус села. Село было причислено к Ставропольской губернии, рядовые казаки перешли в крестьянство, а офицеры были причислены к дворянскому сословию губернии.
В 1902 году в селе проживало 4672 человека; количество надельной земли составляло 21 530 десятин (из них под посевами — 6363 десятины); количество голов крупного рогатого скота — 4741, овец — 7093:15.
В 1920 году в селе Грушевском образовалась артель «Гремучка».
С 23 января 1935 года входило в Гофицкий район.
20 августа 1953 года Гофицкий район был упразднён, его территория включена в Петровский район.
На 1 марта 1966 года являлось центром Грушевского сельсовета, в состав территории которого также входил расположенный в 6 км от Грушевского хутор Сбитнев (упразднён в 1970 году):6.
До 16 марта 2020 года село образовывало упразднённое сельское поселение село Грушевское.

## Население
| 1802  | 1812  | 1819  | 1844  | 1855  | 1858  | 1861  | 1867  | 1897  | 1902  | 1903  | 1925  |
| ----- | ----- | ----- | ----- | ----- | ----- | ----- | ----- | ----- | ----- | ----- | ----- |
| 425   | ↗1073 | ↗1081 | ↗1718 | ↗2066 | ↘2038 | ↗2126 | ↘1480 | ↗4147 | ↗4672 | ↘4163 | ↗4857 |
| 1926  | 1989  | 2002  | 2010  | 2011  | 2012  | 2013  | 2014  | 2015  | 2016  | 2017  | 2018  |
| ↗5158 | ↘2905 | ↗2958 | ↗3019 | ↘3006 | ↗3088 | →3088 | ↘3082 | ↗3106 | ↘3090 | ↗3105 | ↘3065 |
| 2019  | 2020  | 2021  | 2023  |       |       |       |       |       |       |       |       |
| ↘3016 | ↘2976 | ↗3056 | ↘3045 |       |       |       |       |       |       |       |       |

Национальный состав
По итогам переписи населения 2010 года проживали следующие национальности (национальности менее 1 %, см. в сноске к строке «Другие»):
| Национальность | Численность | Процент |
| -------------- | ----------- | ------- |
| Русские        | 2236        | 74,06   |
| Цыгане         | 431         | 14,28   |
| Даргинцы       | 178         | 5,90    |
| Армяне         | 50          | 1,66    |
| Другие         | 124         | 4,11    |
| Итого          | 3019        | 100,00  |

## Упразднённое сельское поселение село Грушевское
Упразднено 16 марта 2020 года.
Дума муниципального образования
Срок полномочий депутатов — 5 лет; дата избрания депутатов — 13 сентября 2015 года; количество депутатов — 10 чел.
Председатели Думы
- Маслакова Татьяна Ивановна (на непостоянной основе) (исполнение полномочий прекращено)
- Исакова Тамара Владимировна (на непостоянной основе)[35]

Главы администрации
- с 13 апреля 2010 года — Шипулин Александр Александрович (исполнение полномочий прекращено)
- с 8 сентября 2013 года — Лушников Михаил Анатольевич (исполнение полномочий прекращено)
- с 12 сентября 2018 года — Малыхин Иван Сергеевевич (срок полномочий — 5 лет)[35]

## Инфраструктура
- Дом культуры[36]
- Библиотека-филиал № 5. Открыта 20 октября 1927 года[37]
- Детский сад № 17 «Солнышко». Открыт 1 сентября 1961 года как детский сад-ясли[38]
- Средняя общеобразовательная школа № 8
- Сельхозпредприятие «Гремучка», число работающих — 122 чел., производство продукции растениеводства. Образовано 9 мая 1950 года как колхоз «Путь к коммунизму»[39]
- Грушевская МТС. Упоминается в 1944-1958 годах[40]
- Колхоз «Путь к коммунизму». Упоминается в 1952-1987 годах[40]
- Колхоз «Волна всемирной революции». Упоминается в 1946-1959 годах[40]
- Колхоз «Красное знамя». Упоминается в 1947-1950 годах[40]
- Колхоз «XI лет Красных партизан». Упоминается в 1946-1950 годах[40]
- Колхоз «Политотделец». Упоминается в 1946-1950 годах[40]
- Колхоз «Свет труда». Упоминается в 1947-1950 годах[40]
- Общественное открытое кладбище площадью 40 000 м²[41]

## Спорт
- На Ставрополье пройдёт этап ралли «Шёлковый путь»[42]

## Памятники
- Братская могила советских воинов, освобождавших с. Грушевское в 1943 году. 1945 год[43]Братская могила советских воинов, освобождавших с. Грушевское